# Vitiligo
Vitiligo é uma condição crónica caracterizada por áreas de despigmentação da pele. As áreas afetadas tornam-se brancas e geralmente apresentam margens bem delimitadas. Os pelos da pele podem também tornar-se brancos. A condição pode também afetar o interior da boca e do nariz. Geralmente afeta os dois lados do corpo. Em muitos casos, a despigmentação começa em áreas de pele expostas ao sol. A condição é mais evidente em pessoas com pele escura. O vitiligo pode causar estresse psicológico e as pessoas afetadas podem ser alvo de estigma social.
Desconhecem-se as causas exatas da condição. Acredita-se que possa ser uma doença autoimune com origem na ação de fatores ambientais em pessoas com predisposição genética. A despigmentação é o resultado da destruição das células que produzem a melanina. Entre os fatores de risco estão antecedentes familiares da doença ou ter outras doenças autoimunes, como hipertiroidismo, alopecia areata e anemia por deficiência de vitamina B12. O vitiligo não é contagioso. A condição pode ser classificada em dois tipos principais: segmentar e não segmentar. A maior parte dos casos são não segmentares, o que significa que afetam ambos os lados do corpo. Nestes casos, a área de pele afetada geralmente vai aumentando com o tempo. Cerca de 10% dos casos são segmentares, o que significa que geralmente envolvem apenas um lado do corpo. Nestes casos, a área de pele afetada geralmente não aumenta. O diagnóstico pode ser confirmado com uma biópsia aos tecidos.
Não existe cura para o vitiligo. Em pessoas de pele clara, geralmente recomenda-se apenas a utilização de protetor solar e maquilhagem. Entre outras opções de tratamento estão a aplicação de pomadas de esteroides ou fototerapia para escurecer as áreas despigmentadas. Em alternativa, podem ser tentadas medidas para clarear as áreas de pele não afetadas, como com hidroquinose. Para pessoas que não melhoram com outras medidas estão disponíveis opções cirúrgicas. A associação de tratamentos geralmente melhora o prognóstico. O aconselhamento psiquiátrico pode ajudar a lidar com o stresse psicológico.
O vitiligo afeta cerca de 1% da população mundial. Em alguns grupos, a incidência da condição pode ser de 2–3%. A condição afeta homens e mulheres em igual proporção. Cerca de metade das pessoas afetadas desenvolve a condição antes dos 20 anos de idade e a maioria antes dos 40. As primeiras descrições de vitiligo datam da Antiguidade.

## Classificação
O vitiligo possui características diferenciadas, e assim possuindo formas distintas, isso se deve por conta do meio que esta doença se comporta, onde que varia em certos indivíduos, principalmente na área afetada. Certos indivíduos possuem maiores áreas dessas manchas e locais diferentes de propagação, por conta deste fator o vitiligo foi dividido em dois tipos, o localizado e generalizado, que por consequência foi subdivido em mais grupos.

### Vitiligo localizado

#### Vitiligo segmentar

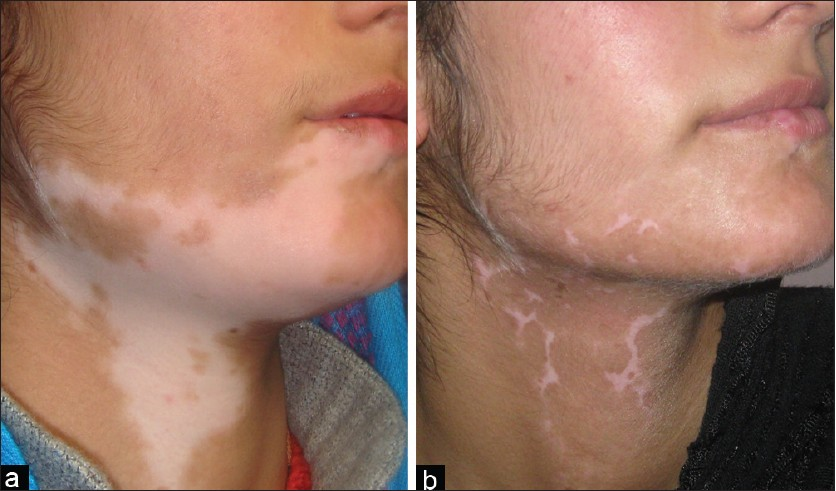
Vitiligo segmentar

Fazendo parte do vitiligo localizado, possui manchas que não se destacam tanto, este vitiligo tem características de atacar uma única parte do corpo, geralmente áreas em que são compostas por nervos que saem diretamente da coluna vertebral, conhecidas como dermátomos. Este tipo de vitiligo possui uma maior chance de repigmentação da área afetada, fazendo assim que o tratamento com radiação U.V seja eficaz.

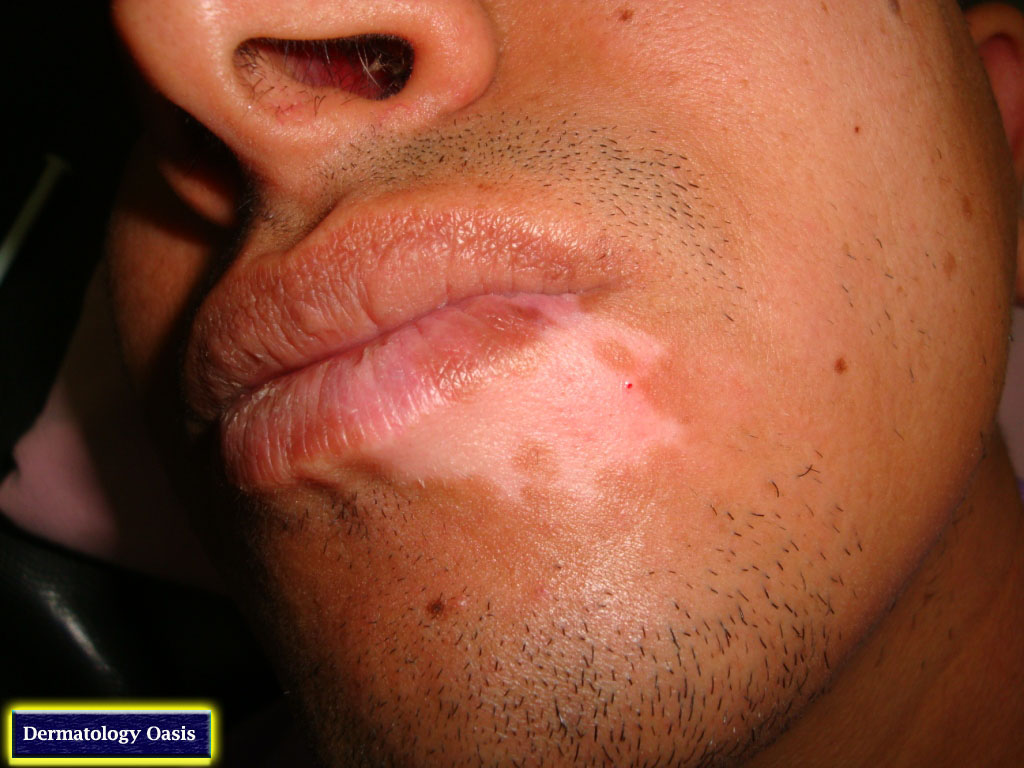
Vitiligo Focal

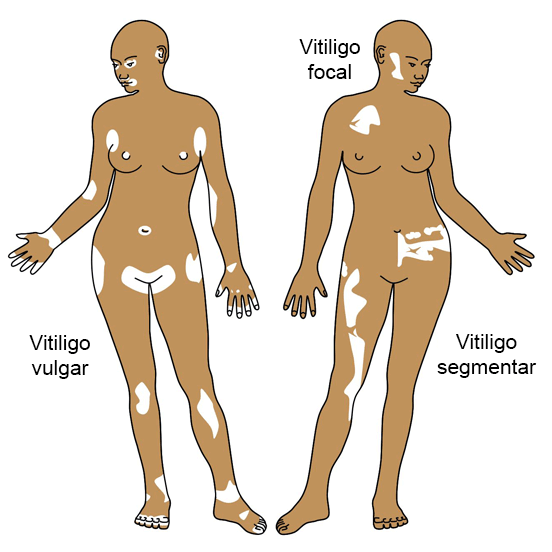
Vitiligo vulgar

#### Vitiligo Focal
Faz parte do vitiligo localizado, não possuem divisões distintas, podem ter uma única mancha ou várias em locais espalhados.

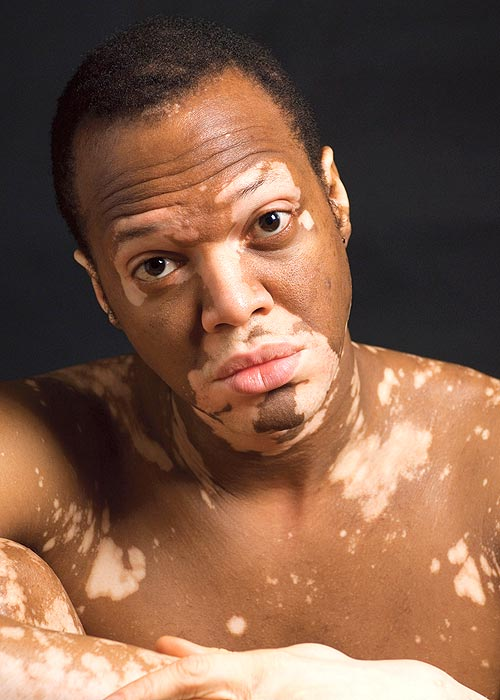
Vitiligo misto

### Vitiligo Generalizado

#### Vitiligo Vulgar
Este tipo de vitiligo possui manchas simétricas que agem nos dois lados do corpo, são distribuídas mais comumente nas mãos, pés, olhos, genitais e nariz. É considerado o tipo mais comum de vitiligo e faz parte do vitiligo generalizado.

#### Vitiligo Acrofacial
Esta subdivisão é caracterizada pelo aparecimento de manchas no pescoço, rosto, pernas, mucosas e regiões salientes das mãos. Faz parte do vitiligo generalizado.

#### Vitiligo Misto
Caracterizado pela predominância dos dois tipos de vitiligo, o localizado e o generalizado, que por consequência possuem características das suas devidas subdivisões.

## Diagnóstico
Por se tratar de uma doença cutânea de características obvias, o seu diagnostico clinico acaba se tornando mais um fator que confirmará a doença. Biópsia se torna um teste de verificação quando necessário e neste mesmo mostrará se há a falta de células responsáveis pela produção de melanina.

## Tratamento

Mão com Vitiligo

Existem inúmeras opções terapêuticas para o vitiligo, a saber: corticosteroides, imunomoduladores, helioterapia, PUVA e enxertos cirúrgicos. Esteroides têm sido usados para remover as manchas brancas, porém não são muito eficientes. Outro tratamento mais radical é tratar quimicamente para remover todo o pigmento da pessoa para que a pele fique mais uniforme.
As terapias psicológicas também têm mostrado bons resultados, uma vez que há uma ligação intrínseca entre estresse e a saúde da pele.

## Prognóstico
A princípio, o vitiligo é um distúrbio crônico. Existem vários tipos clínicos de vitiligo, cada qual com prognóstico próprio. Porém, dependendo do seu tipo clínico, pode haver regressão espontânea ou a partir de tratamento médico. O vitiligo pode permanecer focal indefinidamente ou se generalizar.

## Sociedade e cultura
A Organização Mundial da Saúde escolheu em 2011, a data do dia 25 de junho como "Dia Mundial do Vitiligo". A data faz referência ao dia do falecimento do portador mais famoso da doença, o cantor norte-americano Michael Jackson, que faleceu neste dia em 2009.